# Château d'Agassac
 (juin 2012).
Si vous disposez d'ouvrages ou d'articles de référence ou si vous connaissez des sites web de qualité traitant du thème abordé ici, merci de compléter l'article en donnant les références utiles à sa vérifiabilité et en les liant à la section « Notes et références ».
Le château d'Agassac est un domaine viticole du Haut-Médoc en Gironde. Il est situé dans l'AOC haut-médoc, dans la commune de Ludon-Médoc. À seulement quinze minutes au nord de Bordeaux, il constitue l'un des premiers vignobles du Médoc. Il produit un vin parmi les mieux notés de son appellation. Le Château D'Agassac est un « Cru bourgeois supérieur » selon le classement de 1932 des vins de Bordeaux puis « Cru bourgeois exceptionnel » selon le classement des crus bourgeois de 2020.

## Historique

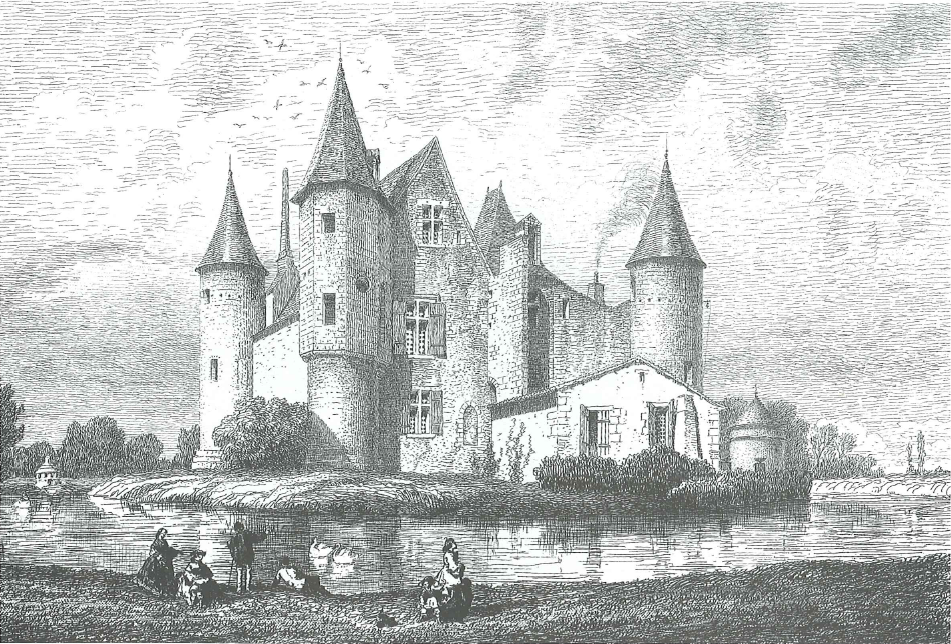
Lithographie du château D'Agassac par Léo Drouyn en 1865.

La tradition locale raconte qu'une inscription latine trouvée dans les souterrains du château assigne à sa construction le XVIIIe siècle. Toutefois, la légende ne dit pas si le premier de ses seigneurs connus, Gaillard de Gassac, était un amateur des produits de la treille. Une chose est sûre, les vastes et élégants celliers qui jouxtent la forteresse abritent encore aujourd'hui les vins du domaine et témoignent d'une tradition viticole ancestrale dont l'une des caractéristiques récentes fut la réunion à la fin du XIXe siècle de deux domaines voisins : D'Agassac et Pomiès Agassac.
Le château et les anciens chais sont inscrits au titre des monuments historiques en 2013.

### Familles propriétaires

#### XIIeetXIIIesiècles
- Le premier Seigneur d'Agassac est Guillaume-Raymond d'Agassac en 1172, descendant d'Arnaud de Blanquefort, Seigneur de Blanquefort (Gironde)
- Depuis 1238, la famille Gaillard de Gassac est propriétaire de la seigneurie d'Agassac qui s'étend alors sur 800 hectares. L'architecture est de type féodal avec des fortifications médiévales. Son seigneur est vassal du roi d'Angleterre, Édouard Ier d'Angleterre, fut appelé à Londres en 1299 et participa à la défense de Bourg en 1296.

#### XIVeetXVIesiècles
Le descendant de la famille Gaillard de Gassac vend sa seigneurie à Arnaud d'Albret en 1357. De nombreux membres de la Maison d'Albret vont se succéder à Agassac dont Rose d'Albret, Dame de Montferrand jusqu'en 1580 date à laquelle la seigneurie passa dans la famille Pommiers.

#### XVIIeetXVIIIesiècles
Le plus ancien membre de la famille Pommiers fut Conseiller, puis Président du Parlement de Guyenne à Bordeaux. Il prit le titre de Baron d'Agassac et la propriété devient une baronnie. En juin 1650, le Duc d'Epernon, Bernard de Nogaret de La Valette d'Épernon ayant appris la défaite de la garnison de l'Ile-St-Georges, dirigea ses troupes sur le Haut-Médoc qu'elles ravagèrent entièrement. Le Château D'Agassac, qui appartenait à un des adversaires du Duc, fut sans doute endommagé car il eut besoin ensuite de réparation. En juin 1652, la plupart des membres du Parlement de Guyenne proscrits, s'étaient retirés au Château D'Agassac, chez le Président Pommiers, leur doyen, et y demeurèrent jusqu'à la fin des troubles. Monsieur de Pommiers fit réparer le château et ce fut probablement alors que la grande enceinte, dont il reste encore quelques traces, fut détruite. En 1766, Monsieur Sauvat de Pommiers, Baron d'Agassac, épouse Marie-Anne Leblanc Nogues, cousine de l'impératrice Joséphine de Beauharnais.
À l'époque de la Révolution française, le baron d'Agassac se trouva compromis et le quart du domaine fut saisi par l’État et vendu comme propriété nationale en l'an IV de la République. La famille Pommiers restera propriétaire d'Agassac jusqu'en 1841. Les marais du Médoc ont été asséchés au XVIIe siècle, permettant la découverte des grands terroirs.

#### XIXesiècle
Marcel Richier achète le Domaine en 1841. Il est un des premiers et des plus grands agronomes français[réf. souhaitée]. Il est notamment l'inventeur du palissage de la vigne au fil de fer. Agassac est le domaine précurseur de cette technique mondialement utilisée aujourd'hui[réf. nécessaire]. À force de soins et de travaux, les vins sont exportés à travers le monde sous les noms de Château Ludon et Château Pomiès[réf. souhaitée].

#### XXeetXXIesiècles

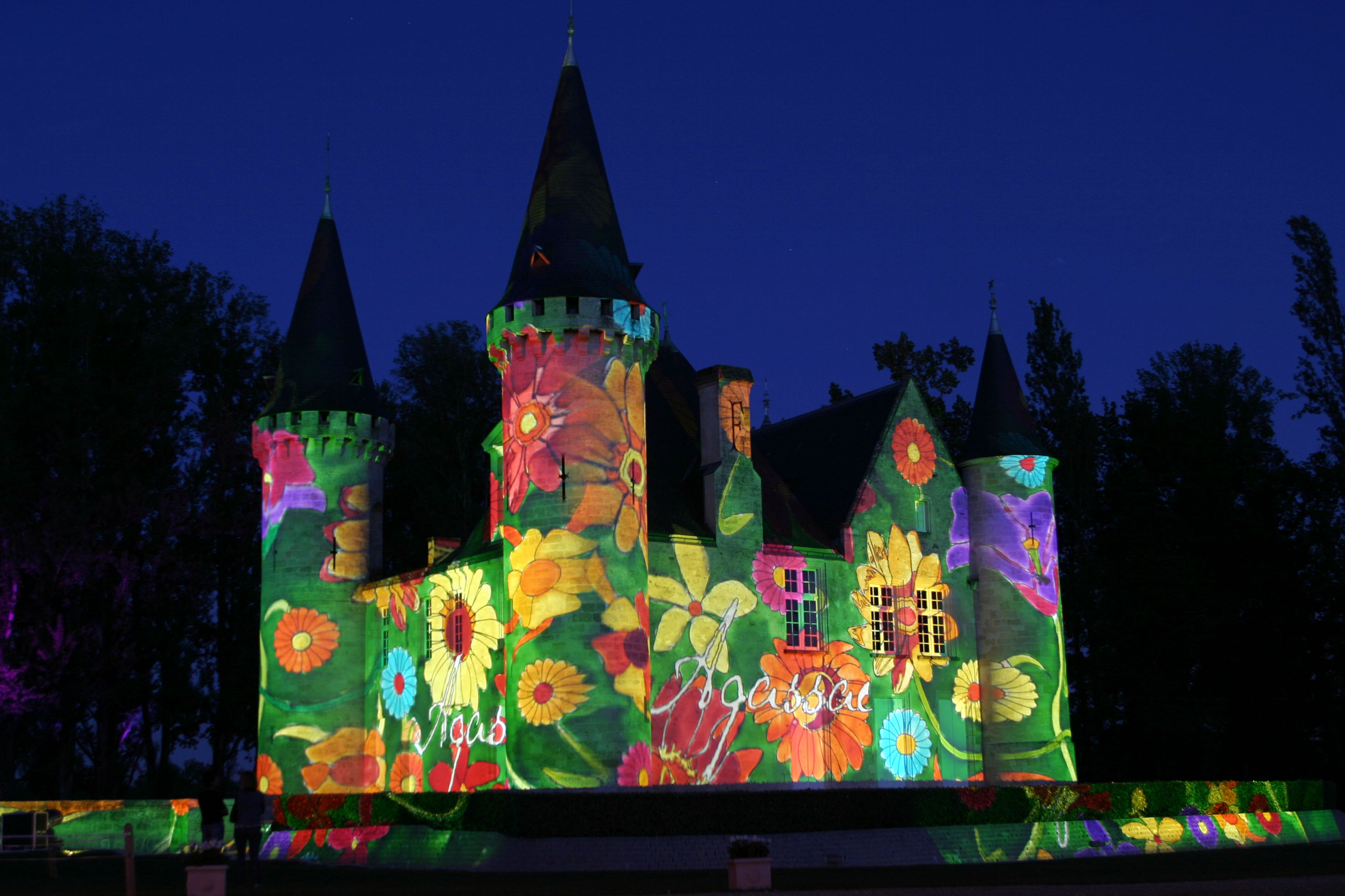
Château illuminé à l'occasion de la Fête de la Fleur organisée en juin 2004.

Deux membres de la famille Capbern-Gasqueton (Vie au grand air du Médoc), Philippe Capbern-Gasqueton et Henry Capbern-Gasqueton, achètent la propriété le 5 juillet 1961. À noter que Monsieur Philippe Capbern-Gasqueton est propriétaire du Château Calon-Ségur Troisième Grand Cru de la Classification officielle des vins de Bordeaux de 1855 à Saint-Estèphe (Gironde) ainsi que du Château du Tertre (Gironde) Cinquième Grand Cru Classification officielle des vins de Bordeaux de 1855 à Margaux.
En 1996, la propriété est rachetée par les assurances Groupama à la famille Gasqueton. Des travaux de rénovation sont engagés, la qualité des vins bondit et le cru est classé « Cru Bourgeois Exceptionnel » en 2020.
En 2021, la propriété est vendue à Gérard Jicquel, industriel breton, également propriétaire du Château Fourcas Dupré à Listrac.

## Géologie et terroir

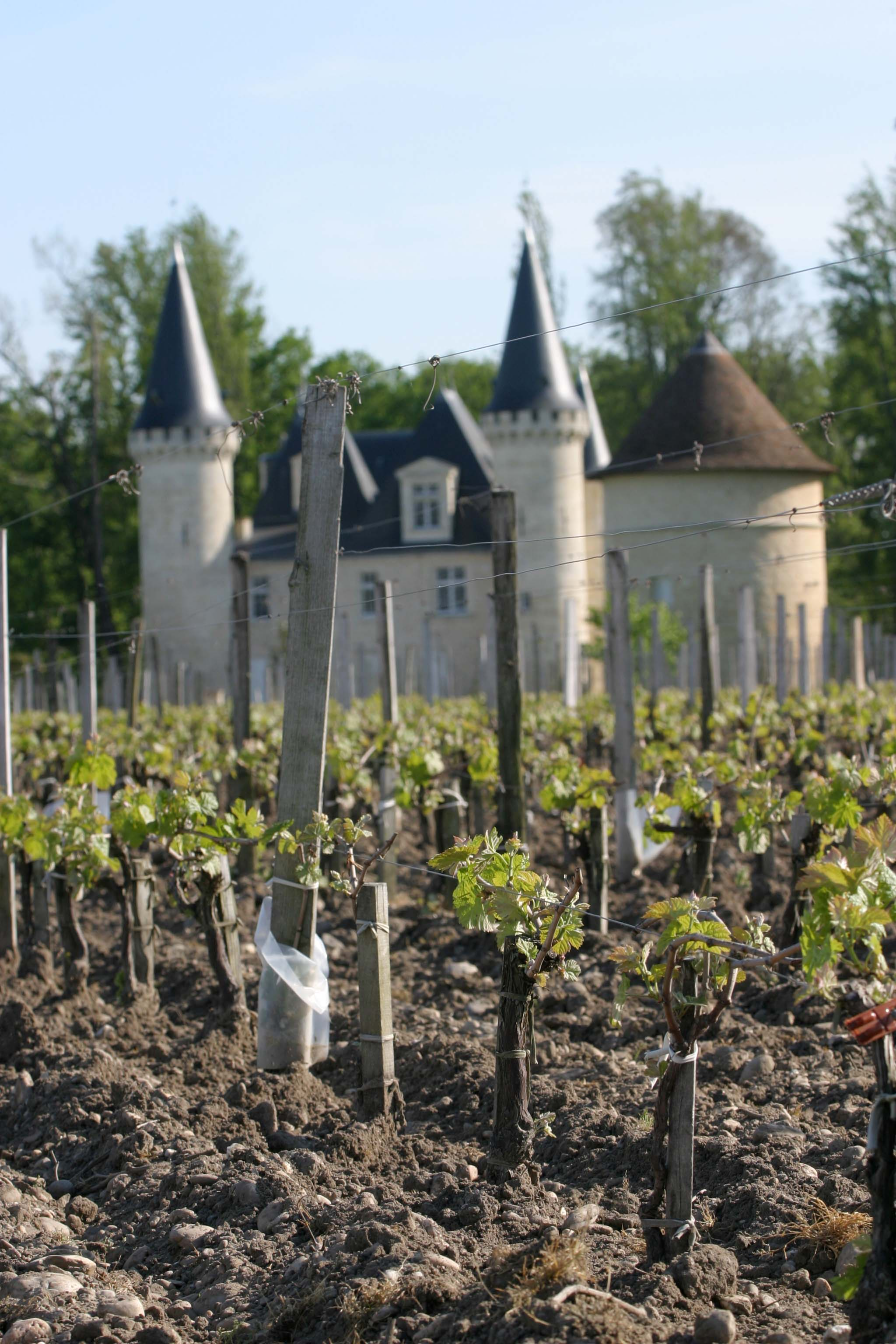
Château d'Agassac, débourrement des vignes.

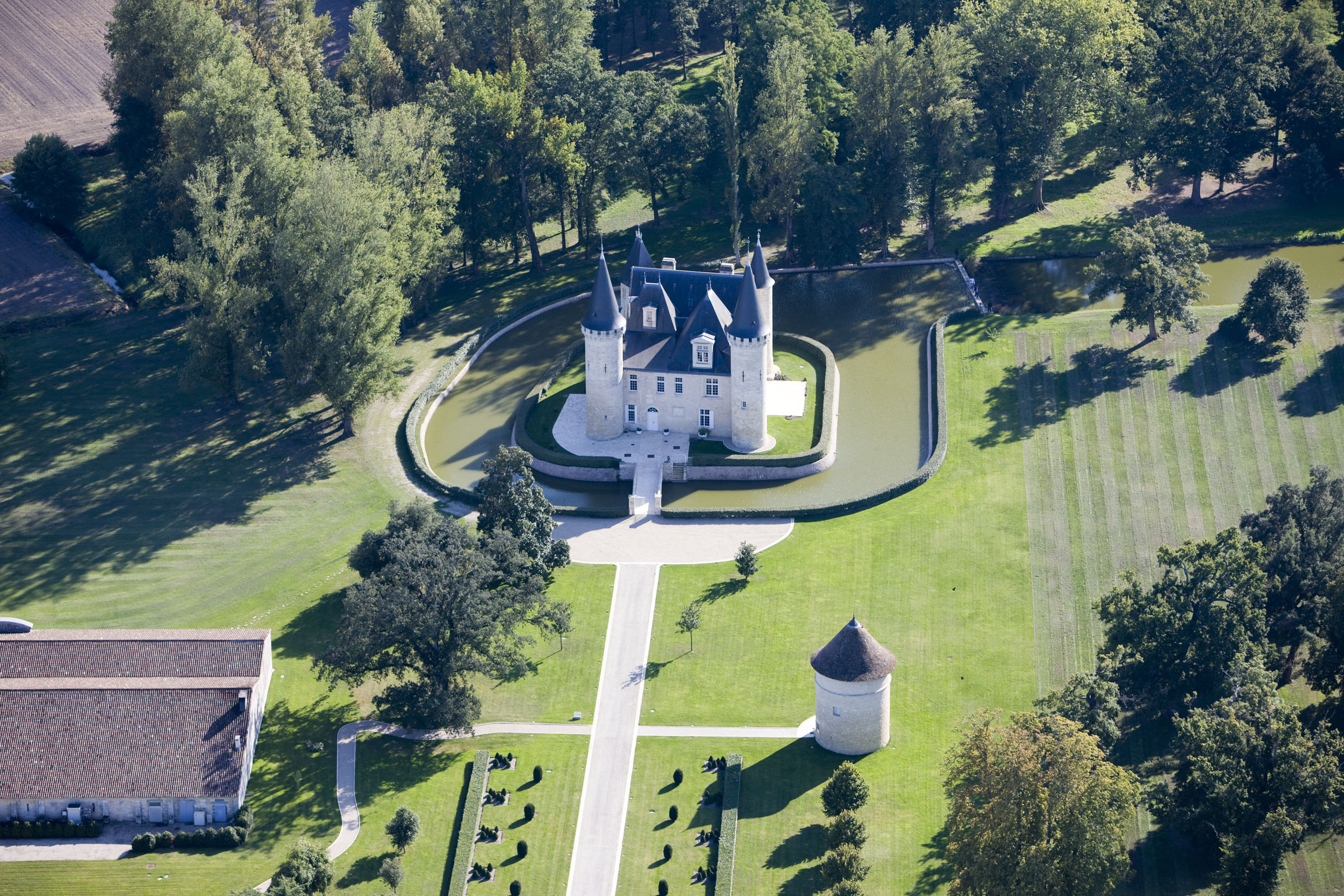
Vue aérienne du domaine.

Le terroir D'Agassac est situé dans la partie méridionale de Ludon-Médoc, réparti entre deux croupes graveleuses et une zone de graves sableuses.
- Les deux croupes graveleuses, grand terroir du domaine :
  - La première est constituée de graves garonnaises fines et caractéristiques de la commune de Ludon. D'une profondeur pouvant aller jusqu'à 3 mètres, cette structure graveleuse est favorable à l'écoulement de l'eau et confère une précocité importante à cette partie du vignoble. Elle correspond à la 5e terrasse de graves médocaines.
  - La seconde croupe est quant à elle formée de grosses graves du Gunz formant un tapis et dont la profondeur (plus de 6 mètres) est supérieure à la première. En outre, dotée d'une proportion d'argile plus importante, elle permet l'expression de vins plus charpentés. Elle correspond à la 4e terrasse de graves médocaines.
- Les graves sableuses ou colluvions sableux.

## Viticulture
- Surface : 43 hectares
- Encépagement : 50 % merlot, 47 % cabernet sauvignon, 3 % cabernet franc.

## Vendanges et vinification
- Vendanges : les raisins sont triés une première fois au vignoble puis une deuxième fois au chai.
- Vinification : 23 cuves en inox thermorégulées, macération de 3 à 4 semaines[réf. nécessaire].
- Élevage : 12 à 15 mois, 60 % en barriques neuves et 40 % en cuves pour la conservation du fruit[réf. nécessaire].
- Tonneliers : Taransaud, Mercurey, Saury, Miquel, Doreau, Berger, Allary.
- Embouteillage : collage au blancs d'œuf et légère filtration.

Château d'Agassac en images
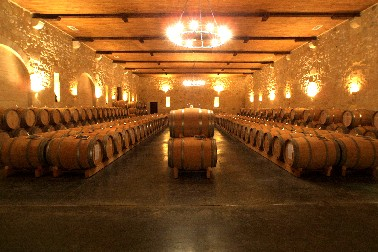
Chai à barriques.
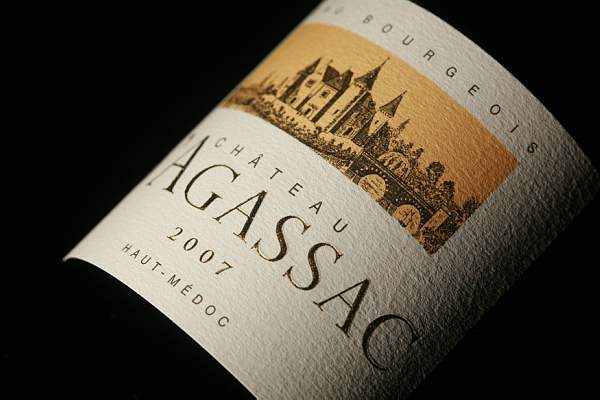
Château D'Agassac - Cru Bourgeois - 2007.
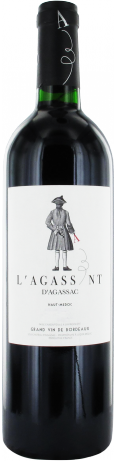
L'Agassant D'Agassac - Haut Médoc.
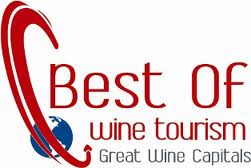
Logo des Best Of Wine Tourism.